# Кастор (Алберта)
Кастор (енгл. Castor) је варош у централном делу канадске провинције Алберта и део је статистичке регије Централна Алберта. Налази се на раскрсници регионалних ауто-путева 12 и 861 на 143 км источно од града Ред Дир. Недалеко од вароши протиче река Бетл. 
Насеље је основано 1905, и већ 1910. је добило статус вароши. Име варошице потиче од француске речи castor која означава дабра, животињу која има свој природни хабитат недалеко од насеља. Насеље је познато као важна миграциона станица дивљих патака и гусака. 
Према резултатима пописа становништва из 2011. у варошици су живела 932 становника у 456 домаћинстава, што је за свега 0,1% више у односу на попис из 2006. када је регистрован 931 житељ.
Најважније привредне делатности су ратарство, рударство и експлоатација нафте и земног гаса. 

## Становништво
| 2011. |
| ----- |
| 932   |